# Thomas-Galago
Der Thomas-Galago oder Thomas-Zwerggalago (Galagoides thomasi, Syn.: Galago thomasi) ist eine Primatenart aus der Familie der Galagos (Galagonidae).

## Merkmale
Thomas-Galagos sind sehr kleine Primaten, sie erreichen eine Kopfrumpflänge von 12 bis 17 Zentimetern, eine Schwanzlänge von 15 bis 23 Zentimetern und ein Gewicht von 50 bis 150 Gramm. Ihr Fell ist am Rücken schwarzbraun, der Bauch und die Seiten der Gliedmaßen sind gelblich. Der Schwanz, der länger als der Rumpf ist, ist nicht buschig. Der Kopf weist eine zugespitzte Schnauze auf, die großen Augen sind von auffälligen Ringen umgeben, die Ohren sind groß und beweglich.

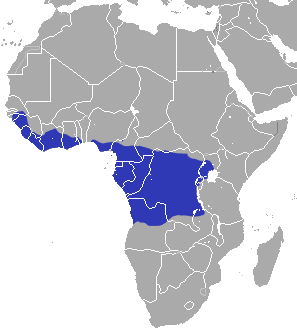
Verbreitungsgebiet

## Verbreitung und Lebensraum
Thomas-Galagos sind in weiten Teilen des westlichen und mittleren Afrikas beheimatet. Ihr Verbreitungsgebiet erstreckt sich von Senegal über Nigeria und die Demokratische Republik Kongo bis Tansania und das nördliche Angola. Museumsexemplare des Thomas-Galagos sind nur aus Uganda und dem Nordosten der Demokratischen Republik Kongo bekannt, Laute, die dieser Art zugeschrieben werden, wurden jedoch im ganzen oben beschriebenen Gebiet registriert. Lebensraum dieser Art sind baumbestandene Gebiete, meist leben sie in Wäldern, sie kommen aber auch in Savannen vor.

## Lebensweise
Thomas-Galagos sind nachtaktive Tiere, tagsüber schlafen sie in Baumhöhlen oder Blätternestern. Sie leben einzelgängerisch oder in Gruppen von bis zu fünf Tieren, diese Gruppen bestehen aus mehreren Weibchen mit ihrem Nachwuchs und manchmal auch einem Männchen. Auch wenn mehrere Tiere zusammen schlafen, gehen sie doch getrennt auf Nahrungssuche. Ihre Nahrung besteht vorwiegend aus Früchten und Insekten, wobei die Zusammensetzung je nach Lebensraum variieren kann. Das Weibchen bringt pro Jahr ein oder zwei Jungtiere zur Welt.

## Gefährdung
Thomas-Galagos sind weit verbreitet und relativ anpassungsfähig, es sind keine größeren Gefährdung bekannt. Die IUCN listet die Art als „nicht gefährdet“ (least concern).